# Diadocidia bruneicola
Diadocidia bruneicola är en tvåvingeart som beskrevs av Sevcik 2005. Diadocidia bruneicola ingår i släktet Diadocidia och familjen slemrörsmyggor. Inga underarter finns listade i Catalogue of Life.